# 爱神星
小行星433，又名爱神星（433 Eros），臨時編號1898 DQ，是环绕太阳运行的一颗近地小行星。由2000年4月至2001年2月，美國太空總署的會合-舒梅克號探测器圍繞爱神星探測，並拍攝大量照片。在2001年2月12日任務完結時，探測器更在其表面登陸，成為第一顆有探測器登陸的小行星。

## 命名
該小行星以希臘神話中的愛神厄罗斯命名。

## 發現
由德國天文學家卡尔·古斯塔夫·伊特於1898年8月13日發現。

## 特徵
愛神星並不呈球形，而是像馬鈴薯一般，此表面引力各處不同。愛神星向陽面的溫度可達100℃，而背陽面則低至-150℃。它的密度為2.4克／立方厘米，與地球的地殼相近。
NEAR的科學家發現佈滿愛神星表面的大石頭可能源自10億年前一場撞擊，這場撞擊濺射的碎片也可能填滿了細小的隕石坑，以致NEAR觀測到愛神星上有40%的區域，缺乏直徑小於500米的隕石坑。從隕石坑的分佈來看，較平滑（即較少隕石坑）的地區均在撞擊點方圓9千米的範圍內（注意此範圍已達到小行星的另一面），但平滑區不連續而呈斑駁狀，不能純粹以濺射物覆蓋來解釋，因此引起天文學家的興趣。
有理論認為撞擊造成的震波使隕石坑壁的碎石掉到坑底而填平隕石坑。由於愛神星形狀不規則，因此即使震波在愛神星內部傳送同一直線距離，對與撞擊點相同距離的表面所造成的震動亦有異，故能較好地解釋隕石坑分佈密度不均的現象。(Thomas & Robinson, 2005)
爱神星上有两座环形山分别以贾宝玉和林黛玉的名字命名。
賈寶玉隕石坑
该坑位于爱神星表面南纬73.2度，西经105.6度附近，半径约400米，2003年被命名为贾宝玉坑。
林黛玉陨石坑
该坑位于爱神星表面南纬47.0度，西经126.1度附近，半径约700米，2003年被命名为林黛玉坑。

## 接近地球日期
| 衝日日期      | 與地球距離（天文單位） | 最大亮度（星等） |
| ------------- | ---------------------- | ---------------- |
| 2005年4月16日 | 0.36596                | 10.5             |
| 2007年7月9日  | 0.74792                | 12               |
| 2009年9月1日  | 0.68942                | 11.9             |
| 2012年1月31日 | 0.179                  | 8.5              |
| 2014年6月28日 | 0.71976                | 12.0             |
| 2016年8月21日 | 0.72746                | 12.0             |
| 2018年12月3日 | 0.22339                | 9.3              |

## 外部連結
- NEAR Shoemaker spacecraft（页面存档备份，存于）
- NEAR image of the day archive （页面存档备份，存于）
- Movie: NEAR Shoemaker spacecraft landing （页面存档备份，存于）
- 愛神星軌道圖 Archive.today的存檔，存档日期2012-12-12

| 前一小行星： 小行星432 | 小行星列表 | 後一小行星： 小行星434 |